# Manfred Bissinger (Altphilologe)
Manfred Bissinger (* 3. März 1938 in München; † 5. Oktober 2008 in Günzburg) war ein deutscher Altphilologe (Gräzist) und Gymnasiallehrer. Er lebte in München-Pasing und Kleinkötz.

## Leben und Werk
Manfred Bissinger  studierte an der  Universität München, wo er 1966 promoviert wurde. Er war als Lehrbeauftragter für griechische Stilübungen an der Universität München tätig und dann als Gymnasiallehrer (vor allem am Karlsgymnasium München-Pasing). Er war Mitglied im Deutschen Altphilologenverband.
Er pflegte bis zu seinem Tod eine Freundschaft mit dem Schriftsteller Albert von Schirnding, was zu Bissingers Aufnahme in die Schrift Katalog der guten Geister von Albert von Schirnding führte.
Bissingers Publikationen sind breit gefächert. Sie reichen von Texten und Übungen für Altgriechisch-Lehrbücher (u. a. „Hellas“, Hrsg.: Friedrich Maier) über die Edition von altgriechischen Theatertexten (Menander „Dyskolos“) bis hin zu einer großangelegten kunsthistorischen Untersuchung der byzantinischen Wandmalereien in kretischen Kirchen. Nach seiner Pensionierung entwickelte er neben seiner Liebe zu Griechenland noch eine große menschliche und philologische Leidenschaft für das Baltikum, das in der Herausgabe eines Büchleins über traditionelle lettische Volkslieder und Gedichte („Dainas“) gipfelte.

## Familie
Manfred Bissinger war der jüngere Bruder des Musiklehrers und Musikers Siegfried Bissinger, der ein früher Förderer des Liedermachers Konstantin Wecker war.

## Publikationen (Auswahl)
- Das Adjektiv Megas in der griechischen Dichtung (= Münchener Studien zur Sprachwissenschaft. Beiheft). München 1966 (Dissertation).
- Menander – Dyskolos (deutsch/griechisch). Reihe „Mythos und Logos“. C. C. Buchner, Bamberg 1979, ISBN 3-7661-5831-7.
- Kreta – Byzantinische Wandmalerei (= Münchener Arbeiten zur Kunstgeschichte und Archäologie. Band 4). Editio Maris, München 1995, ISBN 978-3-925801-21-1.[4]
- Lieder Lettlands. 178 Lettische Dainas. Übertragen und mit einem Nachwort versehen von Manfred Bissinger. Edition Bavaria, München 2005, ISBN 978-3-00-016820-8.